# Joshua Hicks
Joshua Hicks, född 29 april 1991, är en australisk roddare.

## Karriär
Vid VM 2023 i Belgrad tog Hicks brons tillsammans med Patrick Holt, Ben Canham, Timothy Masters, Jack Robertson, Joseph O'Brien, Angus Dawson, Angus Widdicombe och Kendall Brodie i åtta med styrman.